# Kaihua
Kaihua är ett härad i östra Kina och lyder under Quzhous stad på prefekturnivå i provinsen Zhejiang. Befolkningen uppgick till 271 611 invånare vid folkräkningen år 2000, varav 51 005 invånare bodde i huvudorten Kaihua. Häradet var år 2000 indelat i tio köpingar (zhèn) och sexton socknar (xiāng). 